# Dardo e corda

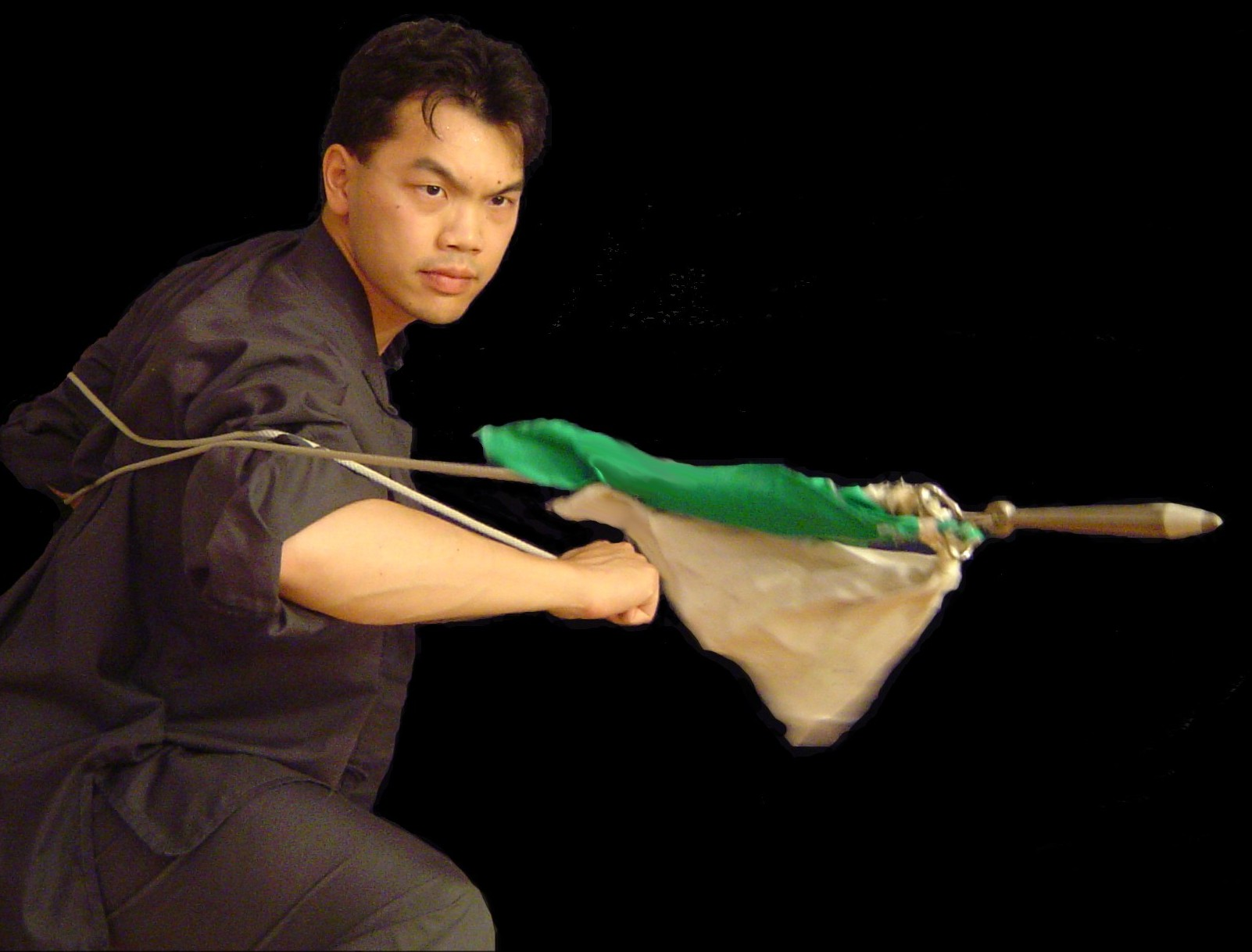
Demonstração do uso de dardo e corda.

O dardo e corda (繩鏢 ou 绳镖) (Pinyin: shéng biāo) é uma arma chinesa usada no kung-fu wushu. Consiste em um pesado dardo de metal de 16 cm a 20 cm de comprimento, sendo afiado ou não, amarrado a uma corda, normalmente de 4 m de comprimento.
O dardo e corda é uma arma de arremesso controlada pelo lutador através da corda presa ao dardo. Essa arma é feita para matar pela força do arremesso e pela grande massa que o dardo possui, o que teoricamente o permite atravessar quase tudo mesmo que o dardo não seja afiado.
A corda é controlado principalmente pelas mãos, cotovelos, pescoço, ombros e pernas do praticante de forma a fazer grandes giros que visam acertar o adversário ou apenas ganhar tempo para que a arma possa ser arremessada.
Usualmente amarra-se à corda, mais ou menos a 15 cm do dardo, crinas de cavalo, que buscam dificultar a visualização da posição exata do dardo e também distrair o adversário.
O dardo e corda é uma das armas mais difíceis de se manipular dentre todas as usadas nas artes marciais chinesas e é ensinada em poucos estilos de kung-fu tradicional.
Essa arma é semelhante no uso e na função ao martelo meteoro.

## Na mídia popular
Dardo e corda é uma das armas utilizadas por alguns protagonistas da série de jogos Assassin's Creed, da Ubisoft.